# Litoria verreauxii
Espèce
Synonymes
- Hyla verreauxii Duméril, 1853
- Hyla ewingi var. orientalis Fletcher, 1898
- Hyla ewingi var. alpina Fry, 1915
- Hyla ewingii verreauxii (Duméril, 1853)
- Hyla ewingi loveridgei Copland, 1957 nec Neill, 1954
- Hyla ewingi oberonensis Copland, 1963

Statut de conservation UICN

 LC  : Préoccupation mineure
Litoria verreauxii est une espèce d'amphibiens de la famille des Pelodryadidae.

## Répartition

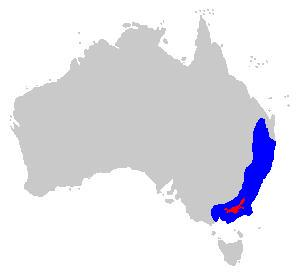
Aire de répartition de Litoria verreauxii.
En bleu Litoria verreauxii verreauxii,
en rouge Litoria verreauxii alpina.

Cette espèce est endémique de l'Est de Australie. Son aire de répartition varie selon la sous-espèce concernée.

## Liste des sous-espèces
Selon Watson, Loftus-Hills & Littlejohn, 1971 deux sous-espèces peuvent être reconnues,, :
- Litoria verreauxii verreauxii (Duméril, 1853), se rencontre du Sud-Est du Queensland au milieu des plateaux Nord de la Nouvelle-Galles du Sud et les côtes centrale et Sud de la Nouvelle-Galles du Sud. Elle est également présente dans l'est de l'État de Victoria. La zone de répartition de cette sous-espèce est d'environ 236 400 km2. Elle est présente jusqu'à 800 m d'altitude ;
- Litoria verreauxii alpina (Fry, 1915) ne se rencontre que dans les Alpes australiennes dans le sud-est de l'Australie, sur un territoire d'environ 3 200 km2.

## Description

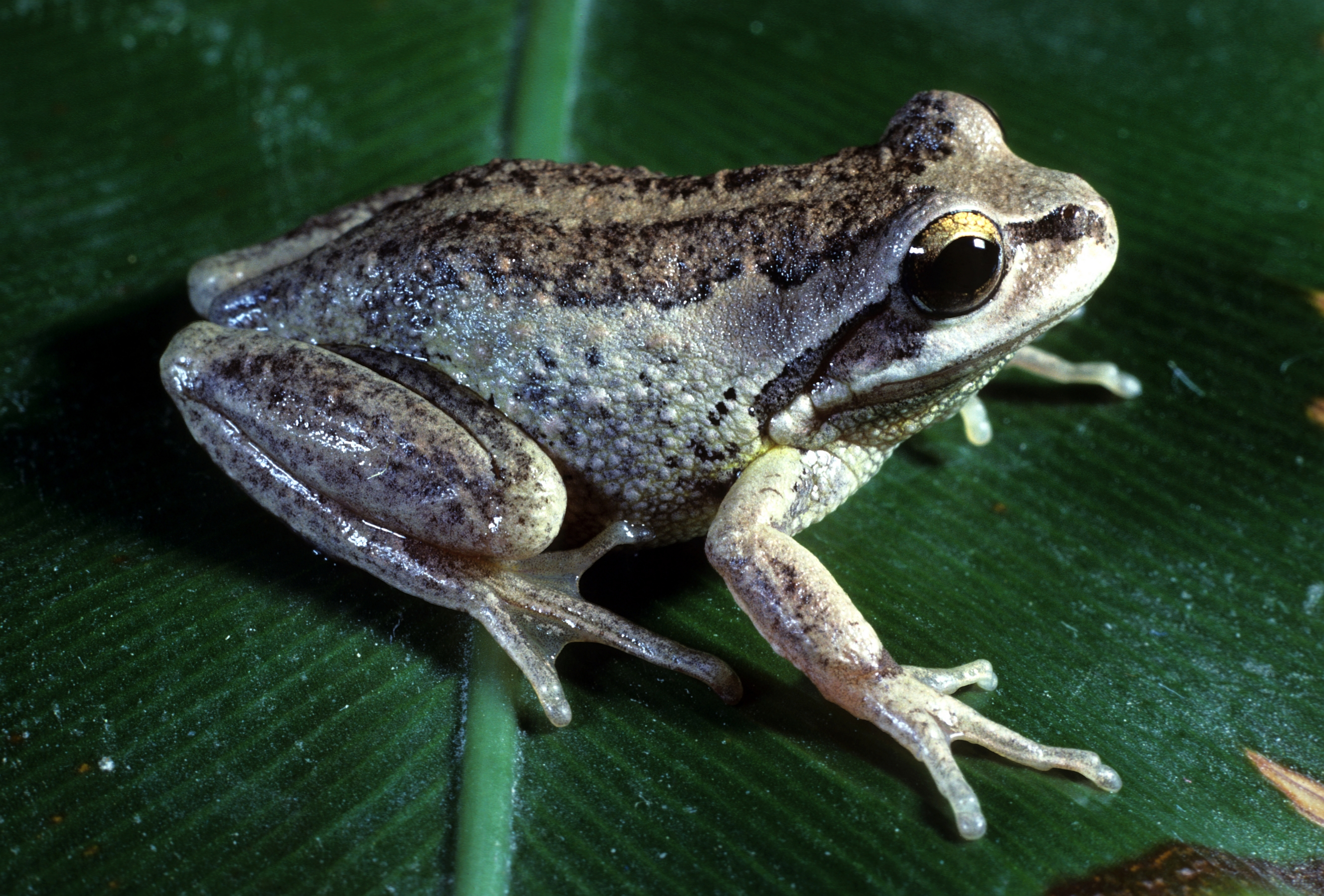
Litoria verreauxii verreauxii.

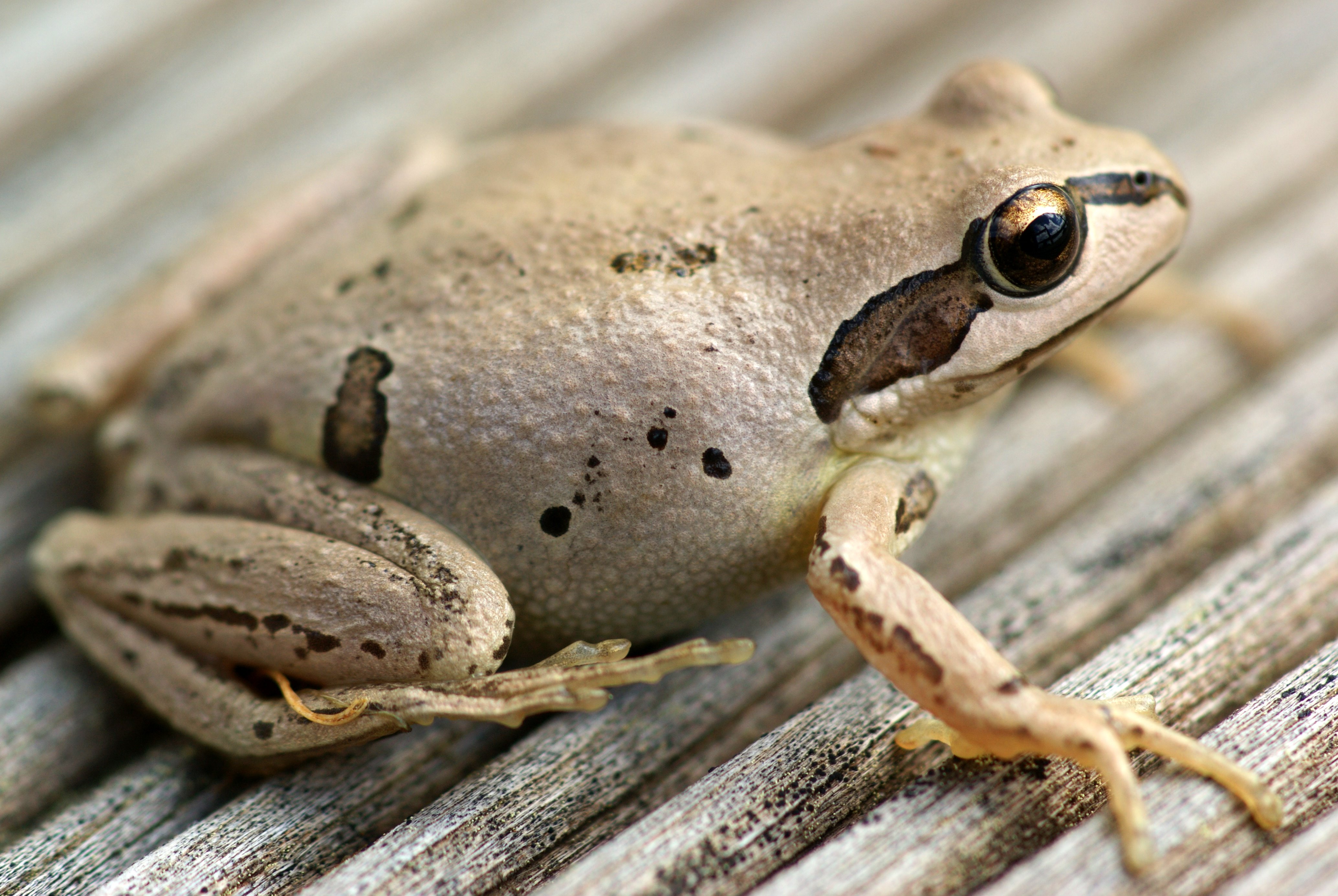
Litoria verreauxii verreauxii.

Les mâles de Litoria verreauxii verreauxii mesurent de 27 à 36 mm et les femelles de 32 à 36 mm. Les mâles de Litoria verreauxii alpina mesurent de 31 à 33 mm et les femelles de 31 à 34 mm.

## Étymologie
Cette espèce est nommée en l'honneur de Jules Verreaux. La sous-espèce est nommée en référence au lieu de sa découverte, les Alpes australiennes.

## Publications originales
- Duméril, 1853 : Mémoire sur les Batraciens anoures de la famille des Hylaeformes ou Rainettes, comprenant la description d'un genre nouveau et de onze espèces nouvelles. Annales Des Sciences Naturelles, sér. 3, vol. 19, p. 135-179 (texte intégral).
- Fry, 1915 : Herpetological notes. Proceedings of the Royal Society of Queensland, vol. 27, p. 60–95 (texte intégral).